# Kali persulfat
Kali persunfat là hợp chất vô cơ với công thức K
2S
2O
8. Còn được gọi là kali peroxydisunfat hoặc KPS, nó là một chất rắn màu trắng hòa tan nhiều trong nước. Muối này là một chất oxy hóa mạnh, thường được sử dụng để bắt đầu phản ứng trùng hợp.

## Điều chế
Kali persunfat có thể được điều chế bằng điện phân dung dịch kali bisulfat nguội trong axit sulfuric ở cường độ dòng điện cao:
2 KHSO4 → K2S2O8 + H2
Nó cũng có thể được điều chế bằng cách thêm kali bisulfat (KHSO4) vào dung dịch của muối amoni peroxydisunfat hòa tan (NH
4)
2S
2O
8. Về nguyên tắc, nó có thể được điều chế bằng cách oxy hóa của kali sulfat bằng flo.

## Ứng dụng
Muối này được sử dụng để bắt đầu trùng hợp các anken khác nhau tạo thành các polyme thương mại quan trọng như cao su styren-butađien và teflon và các vật liệu liên quan. Trong dung dịch, đi-anion này phân tách thành các gốc tự do:
[O3SO-OSO3]2− ⇌   2 [SO4]−
Nó được sử dụng trong hóa học hữu cơ như là một tác nhân oxy hóa, ví dụ trong quá trình oxy hóa Elbs persulfate của phenol và sự oxy hóa Boyland-Sims của anilin.
Là một chất tẩy trắng mạnh nhưng ổn định, nó cũng tìm thấy trong các thuốc tẩy và chất làm sáng tóc. Việc sử dụng ngắn và không liên tục như vậy thường không gây nguy hiểm, tuy nhiên việc tiếp xúc kéo dài có thể gây kích ứng da. Nó đã được sử dụng như một chất cải tiến cho bột với số E là E922, mặc dù nó không còn được chấp thuận cho việc sử dụng này ở EU.

## Thận trọng
Muối này là một chất oxy hóa mạnh và không tương thích với các hợp chất hữu cơ. Tiếp xúc da kéo dài có thể gây kích ứng.